# Tephrina contexta
Tephrina contexta är en fjärilsart som beskrevs av Saalmüller 1891. Tephrina contexta ingår i släktet Tephrina och familjen mätare. Inga underarter finns listade i Catalogue of Life.